# Zygmunt Zatwarnicki
Zygmunt Zatwarnicki – poseł do Sejmu Krajowego Galicji I kadencji (1861–1867), sekretarz gminy miejskiej w Stryju.
Wybrany w III kurii obwodu Stryj, z okręgu wyborczego Miasto Stryj. 